# Јаков (име)
Јаков је српско и хрватско мушко име. Име је настало од хебрејске речи Jaaqov (хебр. יַעֲקֹב‎) што значи пета. Често ће се за особе које носе то име користити надимци Јаки, Јакша и Јакица. Може се односити на:
- Јаков (епископ), српски средњовековни архиепископ
- Јаков Брдар, словеначко-босански вајар
- Јаков Фак, хрватско-словеначки биатлонац
- Јаков Готовац, хрватски композитор и диригент
- Јаков Игњатовић, српско-мађарски романсијер и прозни писац
- Јаков Ненадовић, српски војни командант и политичар
- Јаков Седлар, хрватски филмски режисер и продуцент
- Јаков Владовић, хрватски кошаркаш